# اچ‌ام‌اس اکتیو (۱۸۴۵)
اچ‌ام‌اس اکتیو (۱۸۴۵) (به انگلیسی: HMS Active (1845)) یک کشتی بود. این کشتی در سال ۱۸۴۵ ساخته شد.